# Come Taste the Band
Come Taste the Band — десятий студійний альбому гурту Deep Purple. Запис альбому проходив з 3 серпня по 1 вересня 1975-го року в студії «Musicland Studios» в Мюнхені. Альбом вийшов в жовтні. Це єдиний студійний альбом, записаний за участю Томмі Боліна, який був запрошений замість Річі Блекмора, що покинув групу.
Після туру на підтримку альбому гурт Deep Purple розпалася. Через 6 місяців після цього Томмі Болін помер від передозування героїну.

## Список пісень
| Side one | Side one          | Side one                | Side one         | Side one   |
| #        | Назва             | Автор                   | Lead Vocals      | Тривалість |
| -------- | ----------------- | ----------------------- | ---------------- | ---------- |
| 1.       | «Comin' Home»     | Bolin, Coverdale, Paice |                  | 3:55       |
| 2.       | «Lady Luck»       | Jeffrey Cook, Coverdale |                  | 2:48       |
| 3.       | «Gettin' Tighter» | Bolin, Hughes           | Hughes           | 3:37       |
| 4.       | «Dealer»          | Bolin, Coverdale        | Coverdale, Bolin | 3:50       |
| 5.       | «I Need Love»     | Bolin, Coverdale        |                  | 4:23       |

| Side two | Side two                                 | Side two             | Side two              | Side two   |
| #        | Назва                                    | Автор                | Lead Vocals           | Тривалість |
| -------- | ---------------------------------------- | -------------------- | --------------------- | ---------- |
| 6.       | «Drifter»                                | Bolin, Coverdale     |                       | 4:02       |
| 7.       | «Love Child»                             | Bolin, Coverdale     |                       | 3:08       |
| 8.       | «This Time Around / Owed to 'GШаблон:'-» | Hughes, Lord / Bolin | Hughes / Instrumental | 6:10       |
| 9.       | «You Keep On Moving»                     | Coverdale, Hughes    | Coverdale, Hughes     | 5:19       |
| 37:16    |                                          |                      |                       |            |

## Учасники
- Девід Ковердейл: вокал # 1,2,4-7,9
- Томмі Болін: гітара, бас # 1, # 1,4 вокал
- Ґленн Г'юз: бас # 2-9, вокал # 3,5,6,8,9
- Джон Лорд: клавішні
- Ян Пейс: ударні

## Чарти
| Чарт (1975—1976)                                     | Найвища позиція |
| ---------------------------------------------------- | --------------- |
| Australian Albums (Kent Music Report)                | 11              |
| Danish Albums (Hitlisten)                            | 18              |
| Нідерланди Dutch Albums (MegaCharts)                 | 12              |
| Німеччина German Albums (Offizielle Top 100)         | 29              |
| Italian Albums (Musica e Dischi)                     | 7               |
| Japanese Albums (Oricon)                             | 14              |
| Нова Зеландія New Zealand Albums (Recorded Music NZ) | 6               |
| Норвегія Norwegian Albums (VG-lista)                 | 6               |
| Spanish Albums (AFYVE)                               | 17              |
| Швеція Swedish Albums (Sverigetopplistan)            | 16              |
| Велика Британія UK Albums (OCC)                      | 19              |
| США Billboard 200                                    | 43              |

| Чарт (2010)                                  | Найвища позиція |
| -------------------------------------------- | --------------- |
| Шотландія Scottish Albums (OCC)              | 89              |
| Велика Британія UK Rock & Metal Albums (OCC) | 8               |

## Сертифікації
| Регіон                                             | Сертифікація | Продажі  |
| -------------------------------------------------- | ------------ | -------- |
| Австралія (ARIA)                                   | Золотий      | 20 000^  |
| Czech                                              | Золотий      | 50,000   |
| Велика Британія (BPI)                              | Срібний      | 60 000^  |
| США (RIAA)                                         | Золотий      | 500 000^ |
| ^відвантаження, що базуються лише на сертифікаціях |              |          |